# 히코로이치촌
히코로이치촌(日頃市村)은 이와테현 게센군에 설치되었던 촌이다. 현재의 오후나토시에 해당한다.

## 연혁
- 1889년 4월 1일 - 정촌제 시행으로 히코로이치촌 단독으로 촌제를 시행하였다.
- 1952년 4월 1일 - 오후나토정, 사카리정, 아카사키촌, 이카와촌, 닷콘촌, 맛사키촌과 합병해 오후나토시가 되었다.

## 교통
- 이와테 개발철도 히가시코이치선:히코로이치역,조안지역